# 莲花滩乡 (沽源县)
莲花滩乡，是中华人民共和国河北省张家口沽源县下辖的一个乡镇级行政单位。

## 行政区划
莲花滩乡下辖以下地区：
莲花滩村、米克图村、三家村、王保村、西坝村、榛子沟村、丁庄湾村、三棵树村、同兴号村、大南沟村和大营子村。